# Kō Shibasaki

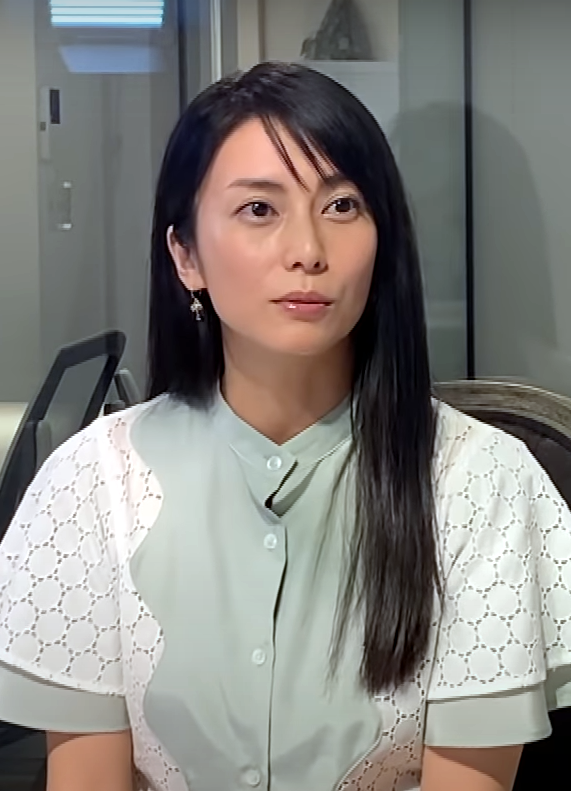
Kō Shibasaki (2020)

Kō Shibasaki (auch Kou); japanisch 柴咲 コウ, Shibasaki Kō; * 5. August 1981 in Toshima, Tokio als Yukie Yamamura (山村 幸恵, Yamamura Yukie) ist eine japanische Schauspielerin und Sängerin.

## Karriere
Shibasaki wurde im Alter von 14 Jahren entdeckt und trat in vielen Fernseh- und Werbesendungen auf.
Auch außerhalb Japans bekannt wurde sie durch den Film Battle Royale (2000), in dem sie die kaltherzige Mitsuko Souma spielte. Für ihre Leistung als Tsubaki Sakurai im Film Go gewann sie den Japanese Academy Award als Beste Nebendarstellerin, den Hochi Movie Award und den Kinema-Jumpō-Preis. Im Sommer 2007 stand sie als Osawa Fujiko, eine angehende Geisha, in der Komödie Maiko haaan!!! in den japanischen Kinos.
2002 startete sie ihre Gesangskarriere mit der Single Trust my feelings. Den Durchbruch schaffte sie jedoch erst mit ihrer zweiten Single Tsuki no shizuku, welche es zu einem der erfolgreichsten J-Pop-Hits des Jahres 2003 schaffte. Momentan tritt sie vor allem als Sängerin des Duos KOH+ zusammen mit dem erfolgreichen Schauspieler/Singer-Songwriter Masaharu Fukuyama auf.

## Filmografie (Auswahl)

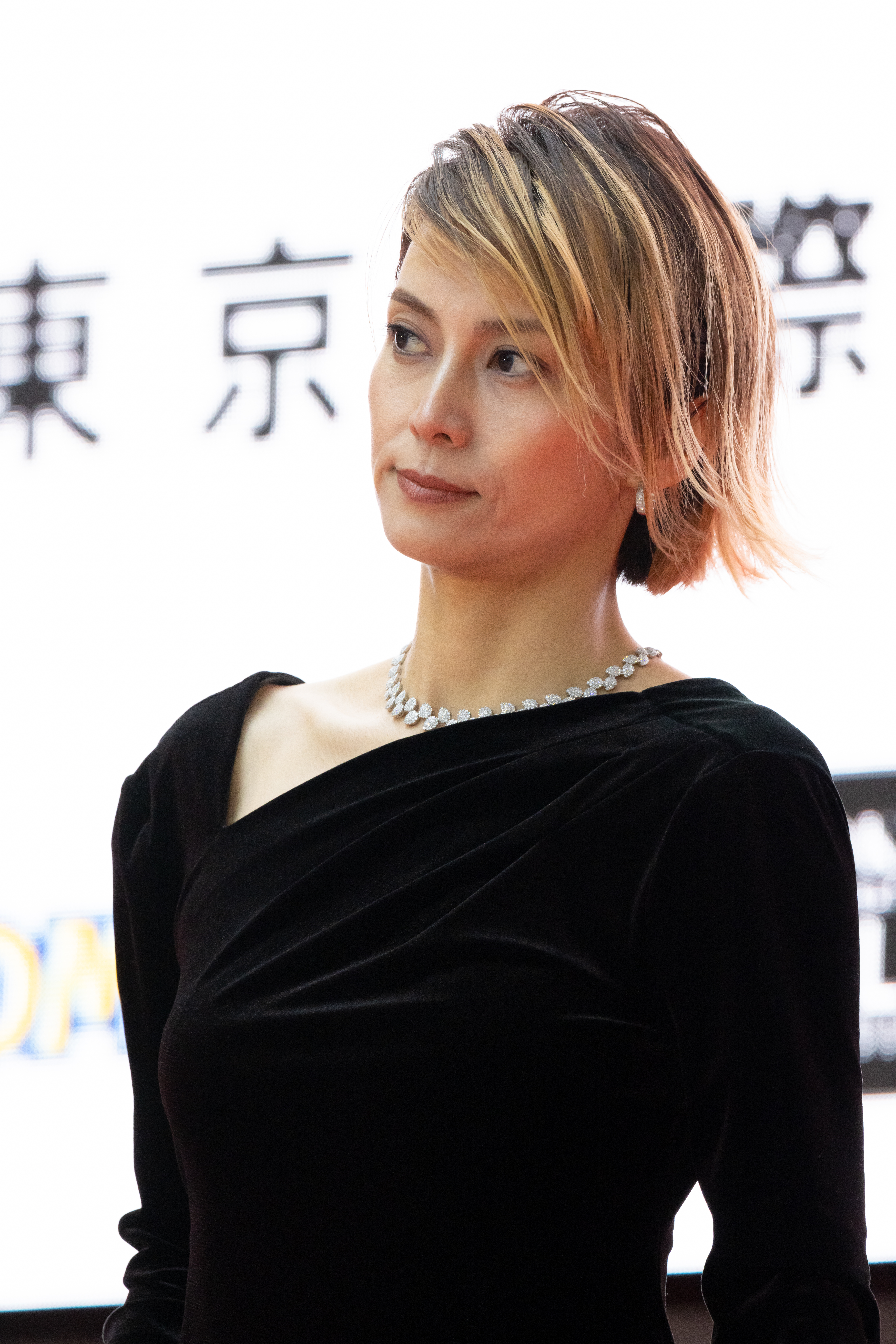
Kō Shibasaki beim Tokyo International Film Festival 2022

### Spielfilme
- 2000: Dong Jing Gong Lüe
- 2000: Tokyo Gomi Onna
- 2000: Battle Royale
- 2001: Hashire! Ichiro
- 2001: Kakashi – Das Dorf der Vogelscheuchen (Kakashi)
- 2001: Go
- 2001: Kewaichi
- 2002: Soundtrack
- 2002: Drive
- 2002: Yomigaeri
- 2003: The Call (Chakushin Ari)
- 2004: Tracing Jake
- 2004: Sekai no Chūshin de, Ai wo Sakebu
- 2005: Mezondo Himiko
- 2006: Shin Kyūseishu Densetsu Hokuto no Ken: Raōden – Jun’ai no Shō
- 2006: Star Reformer
- 2006: Sinking of Japan (Nihon Chinbotsu)
- 2006: Kiraware Matsuko no Isshō
- 2007: Dororo
- 2007: Maiko Haaaan!!!
- 2008: Kung Fu Girl
- 2008: Suspect X (Yôgisha X no Kenshin)
- 2010: Rinco’s Restaurant (Shokudo Katasumuri)
- 2010: Ōoku
- 2013: 47 Ronin
- 2014: A Bolt from the Blue
- 2014: Over Your Dead Body
- 2016: Nobunaga Concerto

### Fernsehen
- 2001: FACE - Mishiranu Koibito
- 2001: Let’s go Nagata-cho
- 2002: Yume no California
- 2002: Sora Kara Furu Ichioku no Hoshi
- 2002: Renai Hensachi
- 2003: Good Luck!!
- 2003: Dr. Kotō Shinryōjo
- 2004: Orange Days
- 2006: Dr. Kotō Shinryōjo 2006
- 2007: Galileo
- 2010: Wagaya no Rekishi
- 2011: Diplomat Kuroda Kousaku
- 2013: Ando Lloyd 〜A.I. knows LOVE?〜
- 2014: Nobunaga Concerto
- 2017: Onna Jōshu Naotora
- 2019: Das Haus am Hang

## Diskografie

### Studioalben
| Jahr | Titel                               | Höchstplatzierung, Gesamtwochen, AuszeichnungChartsChartplatzierungen (Jahr, Titel, Platzierungen, Wochen, Auszeichnungen, Anmerkungen) | Anmerkungen                             |
| Jahr | Titel                               | JP | Anmerkungen                             |
| ---- | ----------------------------------- | --- | --------------------------------------- |
| 2004 | Mitsu (蜜)                          | JP2 ×2Doppelplatin · (68 Wo.)JP | Erstveröffentlichung: 11. Februar 2004  |
| 2005 | Hitori Asobi (ひとりあそび)         | JP6 Gold · (13 Wo.)JP | Erstveröffentlichung: 14. Dezember 2005 |
| 2007 | Kiki (嬉々)                         | JP3 Gold · (12 Wo.)JP | Erstveröffentlichung: 25. April 2007    |
| 2009 | Love Paranoia                       | JP2 Gold · (14 Wo.)JP | Erstveröffentlichung: 18. November 2009 |
| 2011 | Circle Cycle                        | JP3 (8 Wo.)JP | Erstveröffentlichung: 18. Mai 2011      |
| 2012 | Lyrical Wonder (リリカル＊ワンダー) | JP20 (6 Wo.)JP | Erstveröffentlichung: 12. Dezember 2012 |
| 2015 | Ko Utau (こううたう)                | JP12 (9 Wo.)JP | Erstveröffentlichung: 17. Juni 2015     |
| 2016 | Zoku Ko Utau (続こううたう)         | JP10 (7 Wo.)JP | Erstveröffentlichung: 20. Juli 2016     |

### Kompilationen
| Jahr | Titel                           | Höchstplatzierung, Gesamtwochen, AuszeichnungChartsChartplatzierungen (Jahr, Titel, Platzierungen, Wochen, Auszeichnungen, Anmerkungen) | Anmerkungen                             |
| Jahr | Titel                           | JP | Anmerkungen                             |
| ---- | ------------------------------- | --- | --------------------------------------- |
| 2008 | Single Best                     | JP1 ×2Doppelplatin · (46 Wo.)JP | Erstveröffentlichung: 12. März 2008     |
| 2008 | The Back Best (B-Seiten)        | JP3 (11 Wo.)JP | Erstveröffentlichung: 12. März 2008     |
| 2008 | Kou Shibasaki Best Special Box  | JP54 (6 Wo.)JP | Erstveröffentlichung: 12. März 2008     |
| 2010 | Love & Ballad Selection         | JP9 Gold · (11 Wo.)JP | Erstveröffentlichung: 30. Juni 2010     |
| 2017 | Kō Shibasaki All Time Best (詠) | JP38 (4 Wo.)JP | Erstveröffentlichung: 20. Dezember 2017 |
| 2017 | Kō Shibasaki All Time Best (詩) | JP33 (6 Wo.)JP | Erstveröffentlichung: 20. Dezember 2017 |

### Singles
| Jahr | Titel Album                                                                   | Höchstplatzierung, Gesamtwochen, AuszeichnungChartsChartplatzierungen (Jahr, Titel, Album, Platzierungen, Wochen, Auszeichnungen, Anmerkungen) | Anmerkungen                                                                                                |
| Jahr | Titel Album                                                                   | JP | Anmerkungen                                                                                                |
| ---- | ----------------------------------------------------------------------------- | --- | --- |
| 2002 | Trust my Feelings Single Best                                                 | JP50 (2 Wo.)JP | Erstveröffentlichung: 24. Juli 2002                                                                        |
| 2003 | Tsuki no Shizuku (月のしずく) Mitsu                                           | JP1 Platin · (92 Wo.)JP | Erstveröffentlichung: 15. Januar 2003 als Rui                                                              |
| 2003 | Nemurenai Yoru wa Nemuranai Yume wo (眠レナイ夜ハ眠ラナイ夢ヲ) Mitsu          | JP7 Gold · (9 Wo.)JP | Erstveröffentlichung: 4. Juni 2003                                                                         |
| 2003 | Omoide Dake de wa Tsurasugiru (思い出だけではつらすぎる) Mitsu                | JP9 Gold · (10 Wo.)JP | Erstveröffentlichung: 3. September 2003                                                                    |
| 2004 | Ikutsuka no Sora (いくつかの空) Mitsu                                         | JP10 (7 Wo.)JP | Erstveröffentlichung: 14. Januar 2004                                                                      |
| 2004 | Katachi Aru Mono (かたちあるもの) Single Best                                 | JP2 ×2Doppelplatin + Platin (Mobile Downloads) · (43 Wo.)JP                                                                                    | Erstveröffentlichung: 11. August 2004 · + JP: Gold (Downloads)                                             |
| 2005 | Glitter Hitori Asobi                                                          | JP6 Gold · (12 Wo.)JP | Erstveröffentlichung: 16. Februar 2005                                                                     |
| 2005 | Sweet Mom Hitori Asobi                                                        | JP3 ×2Gold + Doppelplatin (Klingelton) · (9 Wo.)JP                                                                                             | Erstveröffentlichung: 5. Oktober 2005                                                                      |
| 2006 | Kage (影) Kiki                                                                | JP2 Gold + Gold (Downloads) · (13 Wo.)JP | Erstveröffentlichung: 15. Februar 2006 · + JP: ×2Doppelplatin (Klingelton) , + JP: Gold (Mobile Downloads) |
| 2006 | Invitation Kiki                                                               | JP9 Gold (Mobile Downloads) · (10 Wo.)JP | Erstveröffentlichung: 9. August 2006                                                                       |
| 2006 | Actuality Single Best                                                         | JP20 (6 Wo.)JP | Erstveröffentlichung: 6. Dezember 2006                                                                     |
| 2007 | At Home Kiki                                                                  | JP24 (3 Wo.)JP | Erstveröffentlichung: 21. Februar 2007                                                                     |
| 2007 | Hito Koi Meguri (ひと恋めぐり) Kiki                                           | JP8 ×2Doppelplatin (Klingelton) + Platin (Mobile Downloads) · (13 Wo.)JP                                                                       | Erstveröffentlichung: 28. März 2007                                                                        |
| 2007 | Prism (プリズム) Single Best                                                  | JP20 (5 Wo.)JP | Erstveröffentlichung: 30. Mai 2007                                                                         |
| 2007 | Kiss Shite (Kiss して) Single Best                                            | JP3 (17 Wo.)JP | Erstveröffentlichung: 21. November 2007 als KOH+                                                           |
| 2008 | Yoku Aru Hanashi – Mofuku no Onna Hen (よくある話 ~喪服の女編~) Love Paranoia | JP6 (6 Wo.)JP | Erstveröffentlichung: 4. Juni 2008                                                                         |
| 2008 | Saiai (最愛) Love Paranoia                                                    | JP5 (20 Wo.)JP | Erstveröffentlichung: 1. Oktober 2008 als KOH+                                                             |
| 2009 | Taisetsu ni Suru yo (大切にするよ) Love Paranoia                              | JP16 (6 Wo.)JP | Erstveröffentlichung: 4. März 2009                                                                         |
| 2009 | Lover Soul (ラバソー) Love Paranoia                                           | JP3 Platin (Mobile Downloads) · (11 Wo.)JP | Erstveröffentlichung: 16. September 2009                                                                   |
| 2010 | Honto da yo (ホントだよ) Love&Ballad Collection                               | JP8 (6 Wo.)JP | Erstveröffentlichung: 14. April 2010                                                                       |
| 2010 | Euphoria Circle Cycle                                                         | JP15 (3 Wo.)JP | Erstveröffentlichung: 3. November 2010                                                                     |
| 2011 | Mukei Spirit (無形スピリット) Circle Cycle                                    | JP12 (5 Wo.)JP | Erstveröffentlichung: 9. Februar 2011                                                                      |
| 2011 | Wish Circle Cycle                                                             | JP12 (3 Wo.)JP | Erstveröffentlichung: 20. April 2011                                                                       |
| 2012 | Strength Lyrical Wonder                                                       | JP26 (3 Wo.)JP | Erstveröffentlichung: 14. März 2012                                                                        |
| 2012 | Another World Lyrical Wonder                                                  | JP12 (4 Wo.)JP | Erstveröffentlichung: 13. Juni 2012                                                                        |
| 2012 | My Perfect Blue / Yuku Yuku wa (ゆくゆくは) Lyrical Wonder                    | JP28 (3 Wo.)JP | Erstveröffentlichung: 31. Oktober 2012                                                                     |
| 2014 | Love Searchlight (ラブサーチライト) –                                         | JP22 (5 Wo.)JP | Erstveröffentlichung: 16. April 2014                                                                       |
| 2014 | Aoi Hoshi (蒼い星) Lyrical Wonder                                             | JP36 (2 Wo.)JP | Erstveröffentlichung: 27. August 2014                                                                      |
| 2015 | Yasei no Doumei (野性の同盟) –                                                | JP38 (3 Wo.)JP | Erstveröffentlichung: 25. November 2015                                                                    |
| 2017 | Katachi aru mono (かたち あるもの) –                                          | JP— Gold (Streaming)JP | Erstveröffentlichung: 20. Dezember 2017                                                                    |

### Videoalben
| Jahr | Titel                                                                                | Höchstplatzierung, Gesamtwochen, AuszeichnungChartsChartplatzierungen (Jahr, Titel, Platzierungen, Wochen, Auszeichnungen, Anmerkungen) | Anmerkungen                             |
| Jahr | Titel                                                                                | JP | Anmerkungen                             |
| ---- | ------------------------------------------------------------------------------------ | --- | --------------------------------------- |
| 2004 | Single Clips                                                                         | JP5 (11 Wo.)JP | Erstveröffentlichung: 11. Februar 2004  |
| 2007 | First Live Invitation                                                                | JP5 (8 Wo.)JP | Erstveröffentlichung: 31. Oktober 2007  |
| 2008 | Kou Shibasaki Live Tour 2008 – 1st                                                   | JP18 (7 Wo.)JP | Erstveröffentlichung: 26. November 2008 |
| 2010 | Live Tour 2010 – Love☆Para                                                           | JP19 (4 Wo.)JP | Erstveröffentlichung: 18. August 2010   |
| 2012 | Kou Shibasaki Live Tour 2011 – Circle & Cycle                                        | JP19 (2 Wo.)JP | Erstveröffentlichung: 14. März 2012     |
| 2013 | Kou Shibasaki Lyrical Wonder Party 2012                                              | JP92 (1 Wo.)JP | Erstveröffentlichung: 27. März 2013     |
| 2013 | Ko Shibasaki Live Tour 2013 ~neko’s live Nekoyuki Concert~ Neko’s Special Book & DVD | JP38 (1 Wo.)JP | Erstveröffentlichung: 13. November 2013 |
| 2016 | Ko Shibasaki Live Tour 2015 "Koutaru" (DVD)                                          | JP5 (14 Wo.)JP | Erstveröffentlichung: 20. Juli 2016     |